# Stenostegia
Stenostegia é um género monotípico de plantas com flores pertencentes à família Myrtaceae. A única espécie é Stenostegia congesta.
A sua área de distribuição nativa é o norte da Austrália.